# Domenico Tibaldi

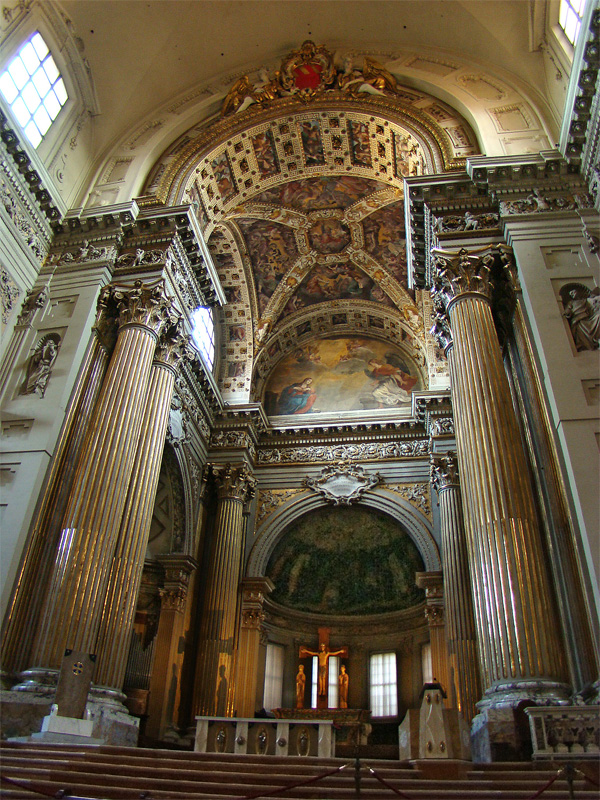
Capilla principal de la catedral de San Pedro de Bolonia.

Domenico Tibaldi (1541-1583) fue un pintor, arquitecto y grabador italiano de estilo tardorenacentista, activo principalmente en Bolonia.
Domenico inicialmente se formó con su hermano mayor, el famoso pintor y arquitecto manierista Pellegrino Tibaldi. Desarrolló su arte por la influencia de su hermano y de Jacopo Barozzi da Vignola, otro conocido tratadista y arquitecto. Su actividad de grabado incluye varias láminas xilografiadas con reproducciones de obras de Tiziano, Parmigianino, Passerotti, etc., y otros grabados (más raros), de producción propia. Ayudó, como arquitecto, a construir una capilla en la Catedral de Bolonia y a diseñar el Palazzo Magnani, situado en el centro de Bolonia. Murió joven (42 años) y fue enterrado en la iglesia de la Nunziata de Bolonia.

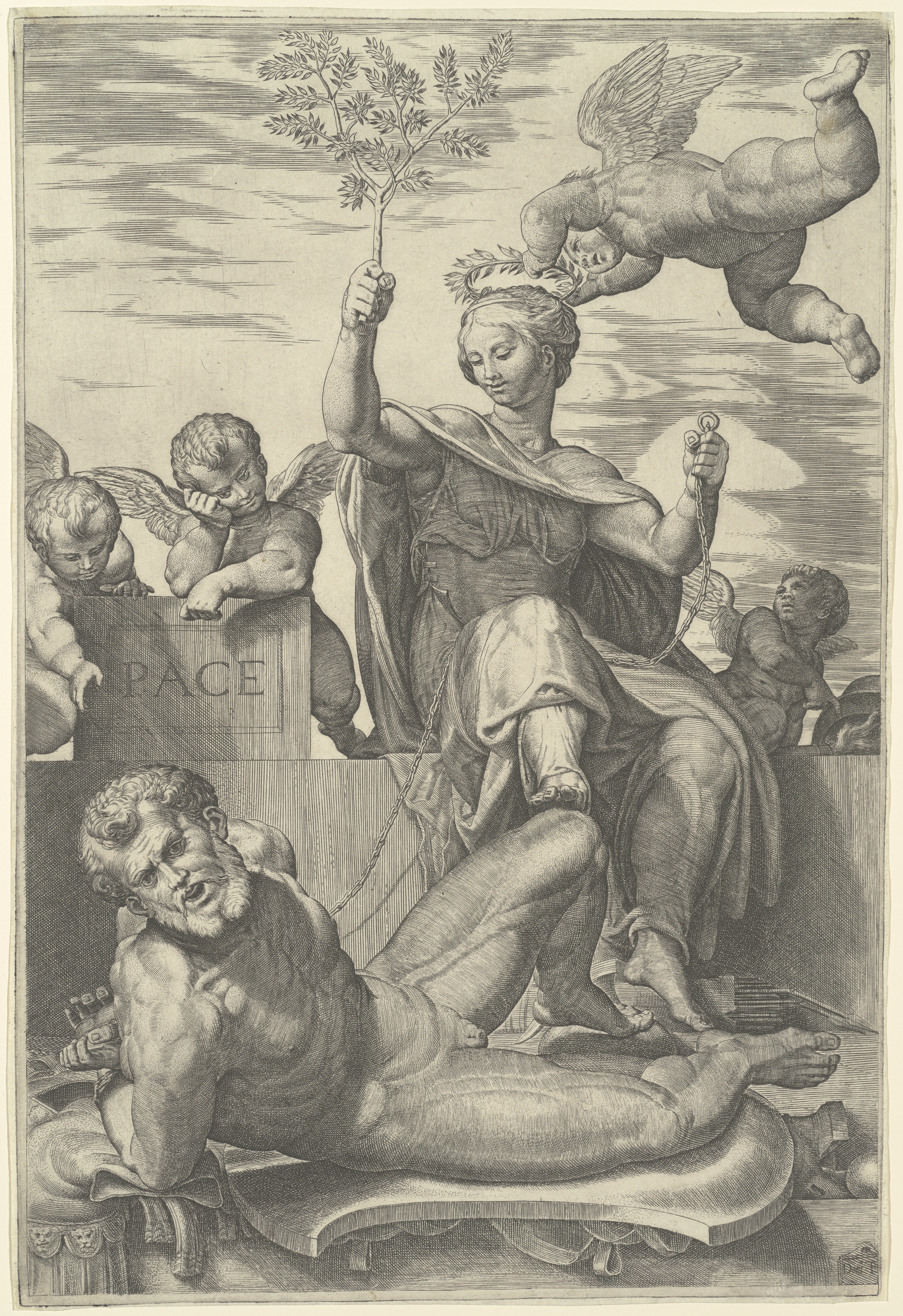
Alegoría de la Paz, grabado de inspiración propia de Domenico Tibaldi.